# Diocesi di Wuhu
La diocesi di Wuhu (in latino: Dioecesis Uhuvensis) è una sede della Chiesa cattolica in Cina suffraganea dell'arcidiocesi di Anqing. Nel 1950 contava 41.135 battezzati su 5.000.000 di abitanti. La sede è vacante.

## Territorio
La diocesi comprende parte della provincia cinese di Anhui.
Sede vescovile è la città di Wuhu, dove si trova la cattedrale di San Giuseppe.

## Storia
Il vicariato apostolico di Anhui (Ngan-hoei) fu eretto l'8 agosto 1921 con il breve Ex hac Beati Petri di papa Benedetto XV, ricavandone il territorio dal vicariato apostolico di Kiangnan (oggi arcidiocesi di Nanchino).
Il 3 dicembre 1924 assunse il nuovo nome di vicariato apostolico di Wuhu in forza del decreto Vicarii et Praefecti della Congregazione di Propaganda Fide.
Il 21 febbraio 1929 cedette porzioni di territorio a vantaggio dell'erezione dei vicariati apostolici di Anqing (oggi arcidiocesi) e di Bengbu (oggi diocesi).
Il 22 febbraio 1937 cedette un'altra porzione di territorio a vantaggio dell'erezione della prefettura apostolica di Tunxi.
L'11 aprile 1946 il vicariato apostolico è stato elevato a diocesi con la bolla Quotidie Nos di papa Pio XII.
Il 3 luglio 2001 il governo cinese ha unificato le tre diocesi della provincia di Anhui, e cioè Anqing, Bengbu e Wuhu, in una sola, rinominando la nuova circoscrizione ecclesiastica "diocesi di Anhui". Questa nuova organizzazione non è riconosciuta dalla Santa Sede. Il vescovo Joseph Zhu Huayu, appartenente all'Associazione patriottica cattolica cinese ma non riconosciuto da Roma, fino al 2001 era vescovo di Bengbu; con la fusione delle tre diocesi è diventato primo vescovo della neonata diocesi di Anhui. È morto il 26 febbraio 2005.
Il 3 maggio 2006 è stato ordinato, senza un previo consenso della Santa Sede, monsignor Giuseppe Liu Xinhong come nuovo vescovo dell'Anhui, cosa che ha suscitato una presa di posizione ufficiale di Roma.

## Cronotassi dei vescovi
Si omettono i periodi di sede vacante non superiori ai 2 anni o non storicamente accertati.
- Vicente Huarte San Martín, S.I. † (26 aprile 1922 - 23 agosto 1935 deceduto)
- Zenón Arámburu Urquiola, S.I. † (7 luglio 1936 - 4 aprile 1969 deceduto)
  - Sede vacante
  - Francis Zhang Feng-zao † (27 maggio 1990 consacrato - 6 maggio 1994 deceduto)
  - Joseph Zhu Huayu † (2001 - 26 febbraio 2005 deceduto) (vescovo di Anhui)[4]
  - Giuseppe Liu Xinhong, consacrato il 3 maggio 2006 (vescovo di Anhui)

## Statistiche
Alla fine del 1950 la diocesi contava su una popolazione di 5.000.000 di persone 41.135 battezzati, corrispondenti allo 0,8% del totale.
| anno | popolazione | popolazione | popolazione | presbiteri | presbiteri | presbiteri | presbiteri                | diaconi | religiosi | religiosi | parrocchie |
| anno | battezzati  | totale      | %           | numero     | secolari   | regolari   | battezzati per presbitero | diaconi | uomini    | donne     | parrocchie |
| ---- | ----------- | ----------- | ----------- | ---------- | ---------- | ---------- | ------------------------- | ------- | --------- | --------- | ---------- |
| 1950 | 41.135      | 5.000.000   | 0,8         | 58         | 8          | 50         | 709                       |         | 26        | 15        | 24         |